# Platyja trajecta
Platyja trajecta är en fjärilsart som beskrevs av Walker 1869. Platyja trajecta ingår i släktet Platyja och familjen nattflyn. Inga underarter finns listade i Catalogue of Life.